# Rödögd sabeltimalia
Rödögd sabeltimalia (Erythrogenys imberbis) är en fågel i familjen timalior inom ordningen tättingar.

## Utseende och läte
Rödögd sabeltimalia är en stor och brun timalia. Den är gråbrun från hjässan till stjärten, orange på ansikte, kroppsidor och undergumpen och vit på strupe, bröst och buk. Olikt flera släktingar saknar den kraftig streckning eller fläckning. Liksom andra sabeltimalior sjunger den ofta i duett, med vittljudande hoanden i kör. Även rullande tjattriga serier kan höras.

## Utbredning och systematik
Rödögd sabeltimalia delas in i två underarter med följande utbredning:
- Erythrogenys imberbis imberbis – förekommer i östra Myanmar (Kayah State)
- Erythrogenys imberbis celata – förekommer i östra Myanmar (Shan State) samt i nordvästra Thailand

Den kategoriserades tidigare som del av rostkindad sabeltimalia (Erythrogenys erythrogenys), men urskiljs sedan 2024 som egen art baserat på skillnader i utseende och läte.

### Släktestillhörighet
Fågeln placerades tidigare i släktet Pomatorhinus, men DNA-studier visar att flera arter är närmare släkt med Stachyris, däribland större sabeltimalia. Den och dess släktingar har därför lyfts ut till ett eget släkte.

## Levnadssätt
Rödögd saveltimalia hittas i buskage, ungskog och öppen skog i bergstrakter. Den uppträder vanligen i par under häckningstid, men kan vintertid ses i större grupper.

## Status och hot
IUCN erkänner den inte som art, varför dess hotstatus inte bedömts.